# Val Camonica
La Val Camonica (anche Valcamonica o Valle Camonica e, nei dialetti camuni, Al Camònega o Camùnia, dall'etnonimo in lingua latina con cui gli scrittori classici definivano anticamente la popolazione che ivi abitava: i Camuni) è una vallata della Lombardia orientale, tra le provincie di Bergamo e Brescia, una delle più estese delle Alpi Centrali (snodandosi tra Alpi e Prealpi Bergamasche, Prealpi Bresciane e Alpi Retiche), lunga quasi 100 km, con una superficie di 1518,19 km² e una popolazione di 116 977 abitanti; dal lato meridionale inizia in corrispondenza della Corna Trentapassi, sul lago d'Iseo, mentre il limite settentrionale è scandito in tre diverse direzioni da altrettanti valichi montani: Passo dell'Aprica (1.155 m s.l.m.), Passo del Gavia (2.612 m), Passo del Tonale (1.883 m), con il secondo a rappresentare il punto più a nord della valle.

## Geografia

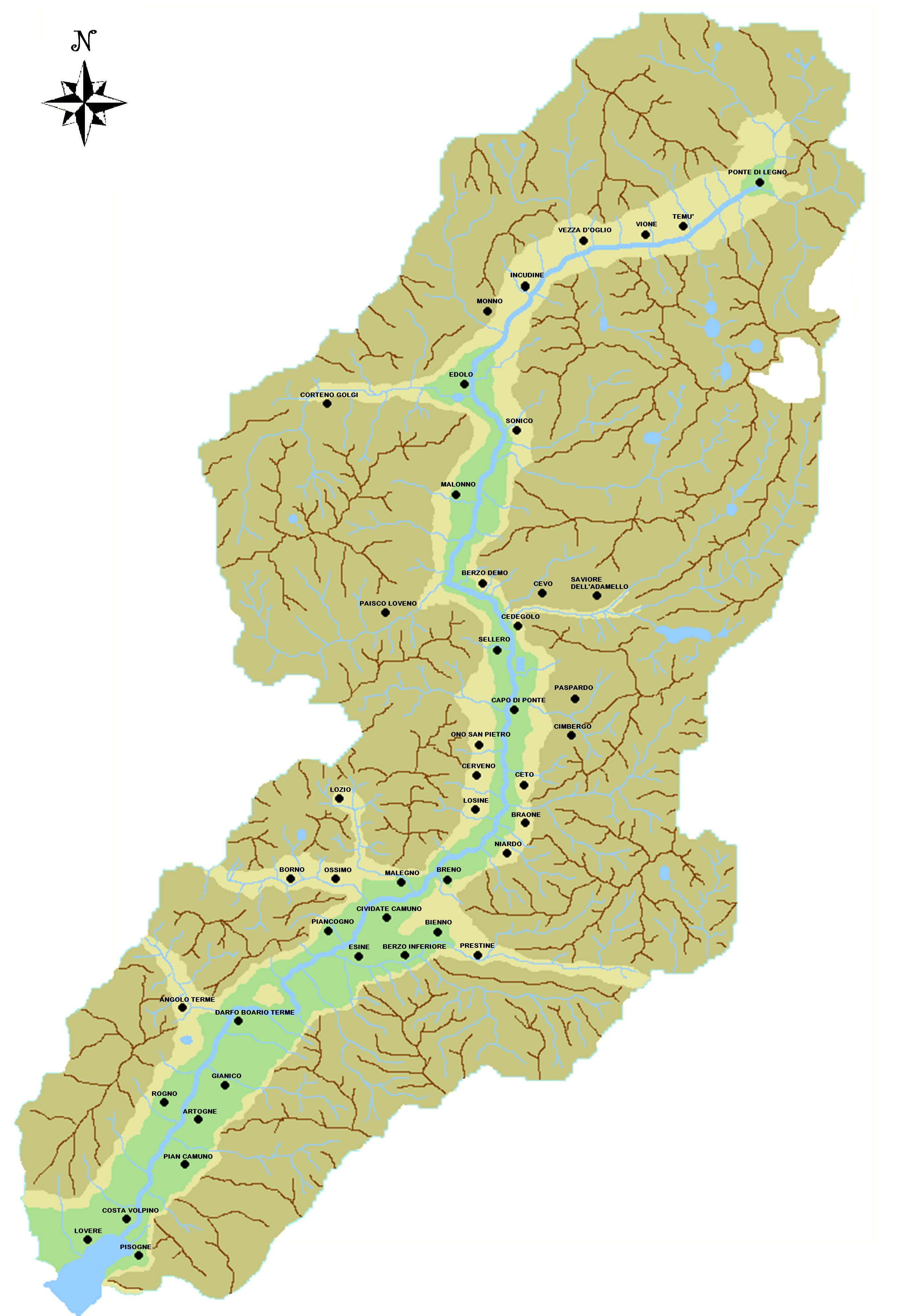
Il territorio della Valle Camonica

Attraversata in tutta la sua lunghezza dall'alto corso del fiume Oglio, che nasce a Ponte di Legno, si immette nel Sebino a Costa Volpino per poi uscirne a Sarnico, e va infine a sfociare nel Po, la quasi totalità della valle è ricompresa nel territorio amministrativo della provincia di Brescia, esclusi i comuni di Lovere, Rogno, Costa Volpino, Castro e la Valle di Scalve facenti parte della provincia di Bergamo. Nel 1979 l'UNESCO ha dichiarato patrimonio mondiale dell'umanità le incisioni rupestri della Val Camonica, mentre nel 2018 l'intera valle è stata designata riserva della biosfera.

### Territorio
È possibile suddividere il territorio della Valle Camonica in tre macro-settori:
1. Bassa Val Camonica: è una zona pianeggiante, ricca di prati e campi, che inizia dalle sponde del Lago d'Iseo e giunge fino alla cresta trasversale di Bienno, a volte indicata come la Soglia di Breno;
2. Media Val Camonica: dalla Soglia di Breno giunge fino ai comuni di Sonico-Edolo. La media valle inferiore si estende da Breno a Sellero, quella superiore inizia dalla stretta gola di Cedegolo sino a Sonico-Edolo; nella media Valle Camonica, precisamente nel comune di Ceto, transita il 46º parallelo dell'emisfero boreale.
3. Alta Val Camonica: questo settore della vallata segue la linea Insubrica, con un orientamento est-ovest. Inizia dalla Valle di Corteno e prosegue fino al comune di Ponte di Legno, posto in testata. Climaticamente è simile alla media Valtellina.

È delimitata dai seguenti confini:
| Nord                                                | Est                                                                                                 | Sud                                                 | Ovest |
| --------------------------------------------------- | --------------------------------------------------------------------------------------------------- | --------------------------------------------------- | --- |
| - Provincia di Sondrio - Alta Valtellina - Valfurva | - Trentino-Alto Adige - Val di Sole - Val Rendena - Provincia di Brescia - Val Trompia - Val Sabbia | - Lago d'Iseo - Provincia di Bergamo - Val Borlezza | - Provincia di Sondrio Valtellina - Provincia di Bergamo - Val Cavallina - Val Seriana - Valle di Scalve |

### Orografia e geologia
A causa della sua estensione, viene considerata sia una vallata alpina, nel suo settore più a nord, che prealpina, nella zona della bassa Valle.; numerose sono le vallate laterali, tra cui le più importanti sono la Valle di Scalve, la Valle di Corteno, la Val Paisco, la Valle di Saviore, la Val Grigna e la Val Palot.
Racchiusa tra i monti del gruppo dell'Adamello a est e quelli delle Alpi Orobie a ovest, queste montagne comprendono diverse cime che superano i 3000 m, e fra queste si segnala appunto ad est tutto il gruppo dell'Adamello, formato da una particolare tipologia di granito detta tonalite, chiamata così in onore del passo del Tonale; sul versante occidentale dell'Oglio vi sono invece le Alpi e Prealpi Bergamasche, formate soprattutto da calcari come la dolomia: qui anticamente si trovavano importanti cave di marmo occhialino.
Sono inoltre presenti conglomerati di verrucano lombardo, pietra arenaria rossa, famosa perché costituisce il supporto preferito per le incisioni rupestri della Valcamonica; inoltre vi sono numerosi giacimenti di ardesia, chiamata piòda, usata un tempo per coprire i tetti delle case; presso il lago d'Iseo, nella zona tra Costa Volpino e Pisogne, si trovano giacimenti di gessi silicati chiamati volpinite; a nord, sulla dorsale che divide la Valcamonica dalla Valtellina, vi sono invece le miniere da cui si estraeva il marmo di Vezza d'Oglio.

### Idrografia
La Valle è attraversata in senso longitudinale dal fiume Oglio, il quinto più lungo d'Italia: originato dalla confluenza dei torrenti Frigidolfo e Narcanello, in quel di Ponte di Legno, sfocia infine nel lago d'Iseo a cavallo tra i comuni di Pisogne e Costa Volpino; la sponda sudoccidentale rientra sotto l'amministrazione della provincia di Bergamo, insistendo infatti sul territorio dei due comuni bergamaschi di Rogno e Costa Volpino.
Nell'Oglio, inoltre, confluiscono svariati corsi d'acqua provenienti dalle catene montuose laterali, alcuni dei quali presentano uno spiccato carattere di stagionalità: a Ogliolo, Dezzo, Grigna e Resio si aggiungono numerosi altri torrenti, quasi tutti caratterizzati da frequenti secche estive e da rigide gelate invernali.
Ad alta quota vi sono molteplici laghi alpini, tra cui il Lago d'Arno, il Lago Moro (Darfo), Lago Valbione (Ponte di Legno), oltre ai numerosi bacini artificiali realizzati nel XX secolo al fine di canalizzare le acque verso le centraline idroelettriche della zona.

### Clima
Il clima varia molto in base alla zona ed all'altitudine a cui ci si trova: si parte dai 187 m s.l.m. di Pisogne fino ai 1258 m s.l.m. di Ponte di Legno, variando fra le zone di classificazione climatica E ed F. Il clima dipende molto anche dalle zone esposte a venti o dall'ombreggiatura prolungata, così da segnare significativi sbalzi climatici tra località vicine, ma soleggiate e riparate.
La neve cade raramente in fondovalle, ma è copiosa, soprattutto durante la stagione invernale, sulle cime delle montagne e nelle stazioni sciistiche.
Climaticamente è possibile suddividere la Valle Camonica in cinque sezioni che sfumano gradatamente all'altezza di Gianico, Cividate Camuno, Forno d'Allione ed Edolo.
- Lago d'Iseo - Gianico - Questo settore, orientato da Sud-Ovest a Nord-Est, è influenzato dalle fredde brezze che risalgono dal vicino lago, in modo da rendere le massime primaverili ed estive più basse che nel tratto superiore, mentre le minime sono conformi a quelle del tratto superiore sino a Pisogne.
- Gianico - Cividate Camuno - Tratto di valle sempre disposto da Sud-Ovest a Nord-Est, è caratterizzato da massime estive più alte che nei restanti segmenti grazie alla minore incidenza delle brezze lacustri e dal notevole soleggiamento, dovuto anche alla modesta altezza dei monti, che permettono un'alba precoce ed un tramonto tardo, ma anche dalla notevole larghezza della vallata.
- Cividate Camuno - Forno d'Allione - In questo settore la Valle Camonica subisce un primo restringimento e le temperature sia estive che invernali, sia massime che minime, decrescono. La disposizione da Nord verso Sud e gli alti monti che lo delimitano riducendo il soleggiamento del fondovalle, rendono la zona molto ventosa, spesso interessata dal favonio.
- Forno d'Allione - Edolo - Anche questo troncone è disposto da Nord verso Sud, eccetto la piana di Malonno che è disposta da Sud-Ovest a Nord-Est. Le temperature massime decrescono gradualmente all'aumentare dell'altimetria, mentre le minime subiscono un brusco calo proprio presso la piana di Malonno, dove si insacca l'aria fredda a causa della strozzatura di Forno d'Allione.
- Edolo - Ponte di legno - L'ultimo settore è disposto circa da Ovest ad Est, con minime molto basse d'inverno e il sole che riesce a scaldare poco anche di giorno in estate. Qui la neve è frequente e resiste per lunghi periodi.

## Storia

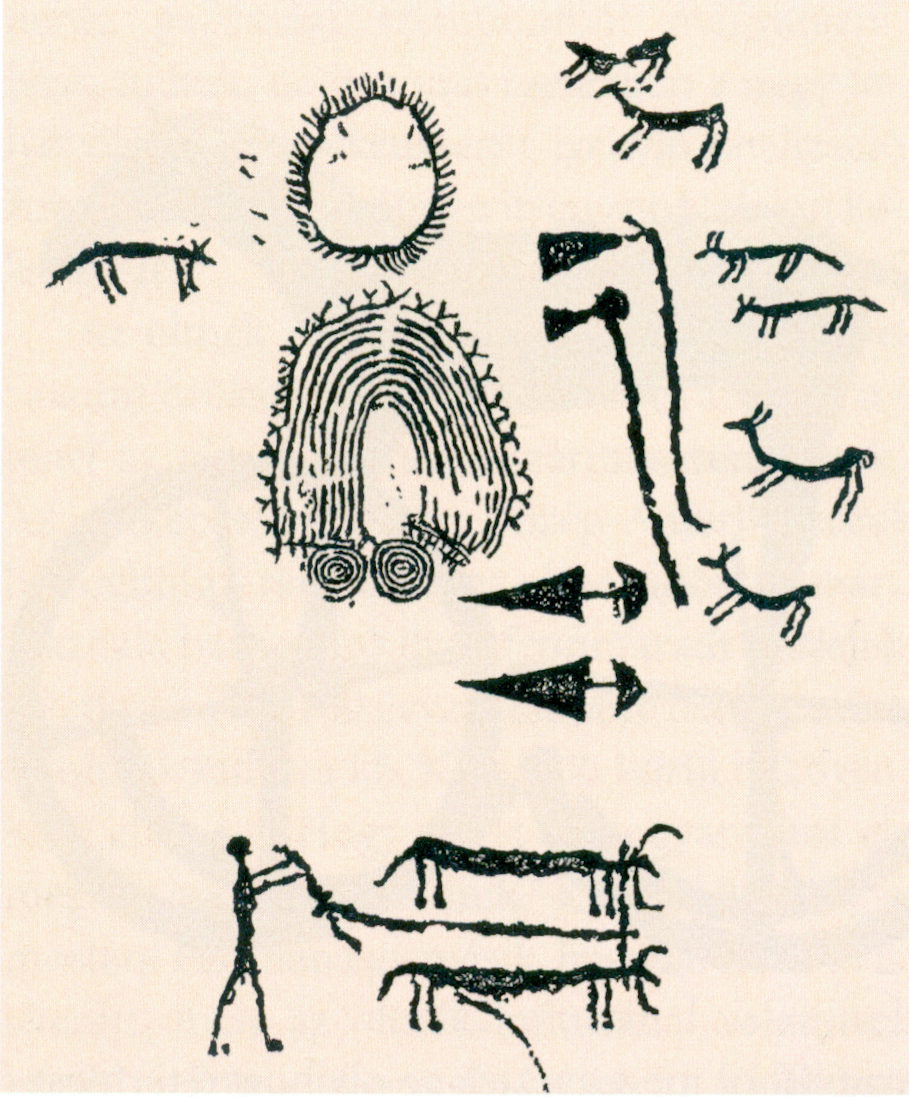
Incisioni rupestri

L'antichissima storia della Valle Camonica inizia con la fine dell'ultima glaciazione, circa 15 000 anni fa, quando il ghiacciaio, sciogliendosi, crea la vallata.
Il ghiacciaio che scavò la valle era lungo 90 km e spesso qualche centinaio di metri.
Gli abitanti, che avevano iniziato a visitare la vallata già nell'epipaleolitico, vi si stanziarono a partire dal neolitico. Essi erano gli antichi Camuni, popolo di origine incerta, famoso per le incisioni rupestri. Sebbene si sappia poco della loro società, questo popolo ci ha lasciato oltre 300 000 petroglifi, che fanno della Valle Camonica il maggior centro d'arte rupestre in Europa.
I contatti con i popoli della Val Padana ed in particolare con gli Etruschi sono documentati da numerose iscrizioni rupestri. Verso la fine del I secolo a.C. la Valle Camonica è annessa all'Impero romano e viene fondata la città di Cividate Camuno, dotata di terme, teatro ed anfiteatro e di un santuario di Minerva, tra i più grandi delle Alpi.
Durante il Medioevo nella zona sono frequenti gli scontri tra i guelfi e ghibellini camuni, i primi dalla parte del vescovo di Brescia e del papato, i secondi dell'imperatore del Sacro Romano Impero. Nel 1287 i camuni si ribellarono alle ingerenze di Brescia e i Visconti di Milano, chiamati da entrambe le parti come arbitri, estesero nel corso del XIV secolo il loro controllo all'intera area.
Venezia e Milano si contenderanno a lungo, durante la prima parte del XV secolo, la Valle Camonica, che infine passerà sotto il controllo della Serenissima fino al 1797. In questo lungo periodo, conosciuto come la Pax Veneta, la popolazione civile si dedicò al commercio, soprattutto del ferro, e si governò in modo quasi autonomo con una Comunità di Valle Camonica, organo politico espressione delle vicinie locali.
Il XIX secolo è un periodo molto complesso in cui la zona passerà prima sotto il controllo francese e poi sotto il regno Lombardo-Veneto, e in quest’epoca la valle divenne bergamasca per un accidente storico: valutando di trattare con l’Austria un confine sull’Oglio, nel 1796 l’allora generale Napoleone si annetté tutto ciò che stava a ovest del fiume è tutta la valle, che orfana del suo capoluogo fu aggregata a Bergamo in assenza di altre soluzioni; nonostante poi nel 1797 il totale trionfo napoleonico avesse portato anche Brescia in mano francese, la situazione provvisoria di prolungò per oltre mezzo secolo. Solo nel 1861 la Valle Camonica venne annessa al Regno d'Italia tornando bresciana come sempre era stata.
Nel 1915 la Val Camonica divenne teatro della prima guerra mondiale, che qui venne combattuta sulla linea di confine posta lungo il Gruppo dell'Adamello, ed è conosciuta anche come Guerra Bianca in Adamello.
Nel 1955 viene creato dalla Soprintendenza Archeologica della Lombardia il Parco Nazionale delle Incisioni Rupestri di Naquane a Capo di Ponte.
Nel 2021 il Museo archeologico nazionale della Valle Camonica, chiamato anche Museo nazionale della Valcamonica Romana, ove si trovano reperti del periodo romano della Valle, è stato ampliato e trasferito nella nuova sede, avvicinandolo al Parco Archeologico del Teatro e dell'Anfiteatro del Comune di Cividate Camuno.

## Natura
In Valle Camonica sono presenti diversi parchi d'interesse naturalistico nazionale o regionale.

### Parchi nazionali e regionali
| Denominazione                 | Riconoscimento | Comuni | Ettari  |
| ----------------------------- | -------------- | --- | ------- |
| Parco nazionale dello Stelvio | Nazionale      | Ponte di Legno, Temù, Vione, Vezza d'Oglio, Incudine | 133 325 |
| Parco regionale dell'Adamello | Regionale      | Ponte di Legno, Temù, Vione, Vezza d'Oglio, Incudine, Edolo, Sonico, Malonno, Berzo Demo, Cevo, Saviore dell'Adamello, Paspardo, Ceto, Cimbergo, Braone, Niardo, Breno | 50 935  |

### Riserve naturali

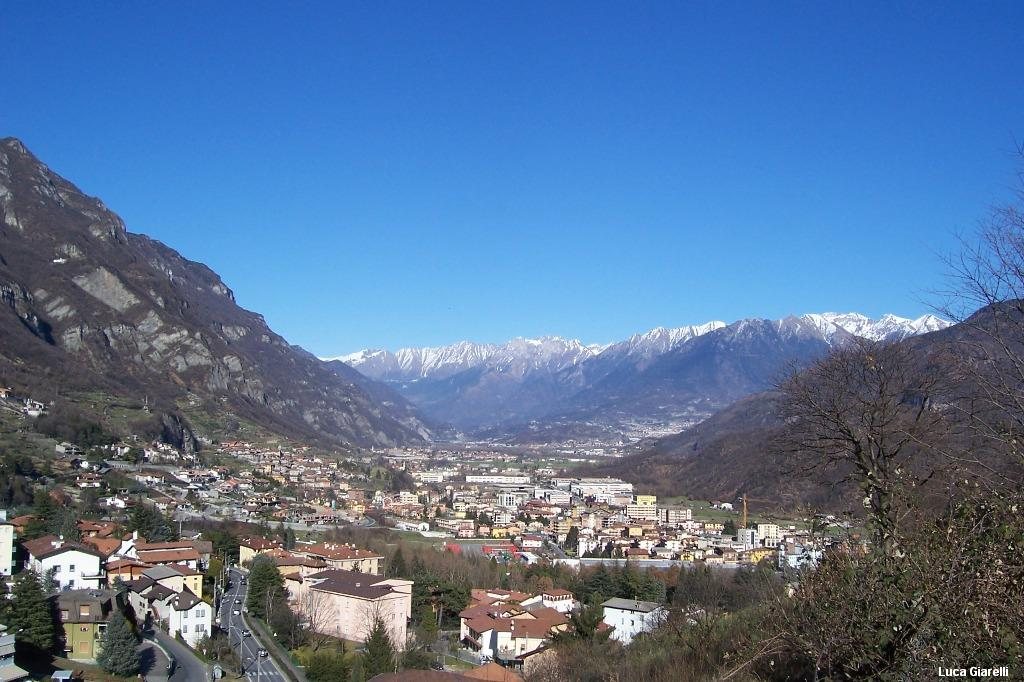
Valle Camonica da Gorzone

- Riserva naturale Incisioni rupestri di Ceto, Cimbergo e Paspardo[12]: La riserva ha una superficie di 290 ha ed è compresa tra una altitudine che va dai 420 ai 1000 m s.l.m.
- Riserva naturale delle valli di Sant'Antonio[13], Val Brandet e Valle di Campovecchio. Si estende per circa 210 ettari nel territorio del Comune di Corteno Golgi.

### Parchi locali d'interesse sovracomunale
- Parco dell'Alto Sebino, gestito dalla Comunità Montana dei Laghi Bergamaschi, è esteso per 4 727 ettari.[14]
- Parco sovracomunale del lago Moro, gestito dal comune di Angolo Terme e dal comune di Darfo Boario Terme, è esteso per 131 ettari.[15]
- Parco del Barberino, gestito dai comuni di Cividate Camuno, Esine e Berzo Inferiore[16]
- Foresta Regionale della Valgrigna[17]

### Altri parchi o riserve
- Parco della Gola del Tinazzo
- Parco delle Colture, a Cividate Camuno
- Parco del Giovetto, a Borno[18]
- Parco del Monticolo, a Darfo Boario Terme[19]
- Parco Val Sozzine (Ponte di Legno)

La Valle Camonica si sviluppa su un'altimetria compresa tra i 187 m s.l.m. di Pisogne e i 1258 m s.l.m. di Ponte di Legno.
Dal punto di vista climatico risulta particolarmente eterogenea, potendovene ravvisare ben cinque distinte fasce:
- Submontano - inferiore ai 1 000 metri di quota, e nel quale sono diffuse specie arboricole quali frassini, querce, castagni, tigli e pioppi;
- Montano - tra i 1 000 e i 1800 m s.l.m., è caratterizzato da piante di faggio e acero di monte.
- Subalpino - da 1 800 a 2300 m s.l.m., vede la presenza di abeti rossi, pini silvestri e betulle.
- Alpino - tra i 2 300 e i 2800 m s.l.m., con piante di pino mugo e pino cembro
- Nivale - oltre i 2800 m s.l.m., in cui sopravvivono solo piante rupicole.

### Fauna
Grazie alla presenza, soprattutto nell'alta valle, di ampie zone protette, come il parco regionale dell'Adamello o il parco nazionale dello Stelvio, si possono ammirare molti animali che spesso non disdegnano qualche incursione anche in zone antropizzate.
- Mammiferi - In alta quota, anche durante la stagione invernale, sono diffusi i camosci e gli stambecchi. I camosci sono presenti tra i 1 800 e i 3000 m s.l.m., soprattutto nella zona della Val Dois, nella Val Miller e nel gruppo del Baitone. Gli stambecchi, invece, dopo essere scomparsi in seguito ad una caccia spietata attorno alla metà del Settecento, sono stati re-introdotti a partire dal 1995 nel parco regionale dell'Adamello, e stanno ripopolando le montagne della zona. Il cervo ed il capriolo popolano invece le foreste collocate a quote più basse, e durante i periodi più freddi si spingono fino alle praterie fondovallive. I cervi sono diffusi soprattutto nell'area del parco nazionale dello Stelvio, soprattutto in Val Grande, oltre qualche esemplare tra le alte radure tra Paspardo e Braone. Il capriolo, invece, è ampiamente presente tra i comuni di Sonico, Saviore dell'Adamello e Ponte di Legno. Il lupo è presente con un branco stanziale nella zona dell’alta valle.[22] Da segnalare la ricomparsa dell'orso bruno, reintrodotto nel parco naturale provinciale dell'Adamello-Brenta e diffuso su tutto il gruppo dell'Adamello.[23] Animali più piccoli, e decisamente più diffusi, sono la marmotta, il riccio, lo scoiattolo. Presenti, ma molto più difficili da osservare, sono la volpe, l'ermellino, la martora e la faina.[24]
- Chirotteri - in Vallecamonica è accertata la presenza delle seguenti specie di chirotteri (pipistrelli): pipistrello nano (Pipistrellus pipistrellus), pipistrello albolimbato (Pipistrellus kuhlii), pipistrello di Savi (Hypsugo savii), serotino comune (Eptesicus serotinus), nottola comune (Nyctalus noctula), nottola di Leisler (Nyctalus leisleri), orecchione grigio (Plecotus austriacus), molosso di Cestoni (Tadarida teniotis), ferro di cavallo maggiore (Rhinolophus ferrumequinum), vespertilio maggiore (Myotis blythii / Myotis myotis), sono inoltre presenti chirotteri della famiglia Myotis piccolo (gruppo dei piccoli myotis)[non chiaro].[senza fonte][24]
- Uccelli - Diffusi sono: il picchio, la civetta, l'allocco, il gufo, l'astore, la coturnice e la pernice. Nelle zone boschive sono presenti il gallo cedrone ed il gallo forcello. Vi nidifica anche il gipeto, grazie ad un progetto di reintroduzione che ha portato il Parco dello Stelvio ad essere il primo posto in Italia a riospitare il gipeto.[24]
- Rettili - Tra i rettili si trovano la vipera, il marasso, bisce d'acqua come la natrice, il biacco, l'orbettino e la lucertola muraiola. Durante i periodi caldi nei boschi è visibile il ramarro.[24]
- Anfibi - Diffusi sono la salamandra, soprattutto in Val Paghera e Val Saviore, il tritone, la rana (diffusissima negli stagni d'alta quota) ed il rospo.[24]
- Pesci - I numerosi torrenti della Valle Camonica sono l'ambiente ideale per la trota iridea, la trota fario, la trota marmorata, lo scazzone e la sanguinerola[24]

## Demografia
La Valle Camonica conta 120 327 abitanti, di cui circa 100 000 residenti in provincia di Brescia, e i rimanenti in provincia di Bergamo.
La gran parte della popolazione, circa i due terzi, si distribuisce in un lungo conglomerato urbanizzato che parte dalle sponde del Sebino e giunge sino a Breno. Più si sale verso l'alta valle e meglio si delineano, per minor densità abitativa, i piccoli comuni. Il centro più popoloso della valle è Darfo Boario Terme, che si trova nella parte più urbanizzata della bassa valle; Breno ne è invece considerata la capitale amministrativa.

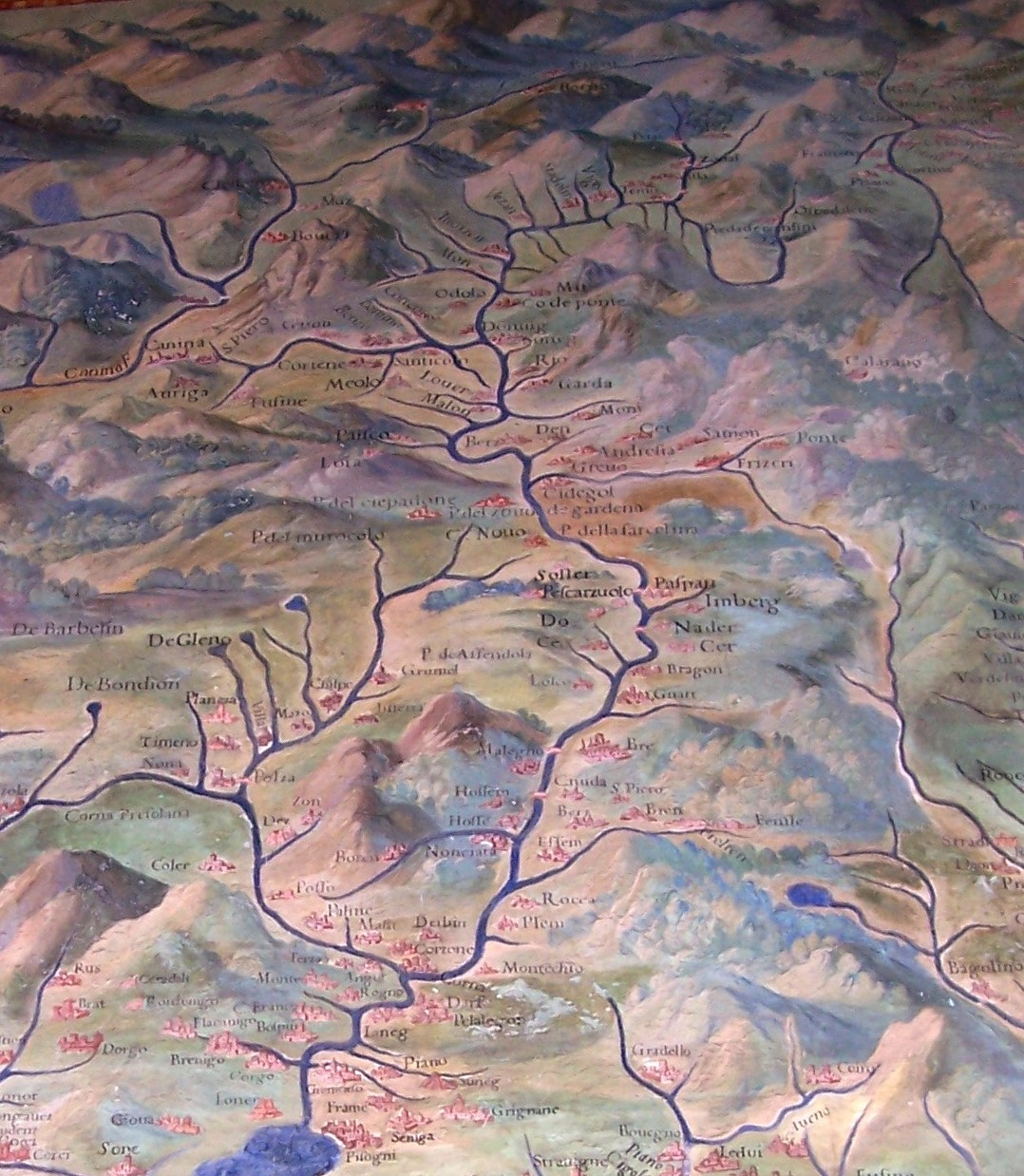
Mappa della Valle Camonica, Musei Vaticani, XVI secolo

| Comune | Comune                | Provincia | Stemma | Popolazione (ab) | Superficie (km²) | Densità (ab/km²) | Altitudine (m s.l.m.) |
| ------ | --------------------- | --------- | ------ | ---------------- | ---------------- | ---------------- | --------------------- |
|        | Darfo Boario Terme    | Brescia   |        | 15.807           | 36,2             | 436,65           | 220                   |
|        | Costa Volpino         | Bergamo   |        | 8.779            | 18,67            | 470,21           | 248                   |
|        | Pisogne               | Brescia   |        | 7.919            | 49,23            | 160,85           | 187                   |
|        | Esine                 | Brescia   |        | 5.053            | 30,31            | 166,71           | 286                   |
|        | Lovere                | Bergamo   |        | 4.990            | 7,92             | 630,05           | 208                   |
|        | Breno                 | Brescia   |        | 4.650            | 59,94            | 77,57            | 343                   |
|        | Pian Camuno           | Brescia   |        | 4.791            | 11,08            | 432,4            | 244                   |
|        | Piancogno             | Brescia   |        | 4.791            | 14,3             | 335,03           | 251                   |
|        | Edolo                 | Brescia   |        | 4.376            | 88,9             | 49,22            | 720                   |
|        | Rogno                 | Bergamo   |        | 3.820            | 15,81            | 241,61           | 215                   |
|        | Bienno                | Brescia   |        | 3.781            | 30,54            | 123,8            | 445                   |
|        | Artogne               | Brescia   |        | 3.623            | 21,02            | 172,45           | 266                   |
|        | Malonno               | Brescia   |        | 2.972            | 31,46            | 94,46            | 596                   |
|        | Cividate Camuno       | Brescia   |        | 2.676            | 3,31             | 808,45           | 275                   |
|        | Berzo Inferiore       | Brescia   |        | 2.454            | 21,92            | 111,95           | 356                   |
|        | Borno                 | Brescia   |        | 2.435            | 30,5             | 79,84            | 912                   |
|        | Angolo Terme          | Brescia   |        | 2.308            | 75,33            | 30,63            | 426                   |
|        | Capo di Ponte         | Brescia   |        | 2.296            | 18,11            | 126,85           | 362                   |
|        | Gianico               | Brescia   |        | 2.091            | 13,38            | 15,62            | 287                   |
|        | Niardo                | Brescia   |        | 1.962            | 22,16            | 88,53            | 443                   |
|        | Malegno               | Brescia   |        | 1.923            | 6,89             | 279,1            | 364                   |
|        | Corteno Golgi         | Brescia   |        | 1.910            | 82,61            | 23,12            | 925                   |
|        | Ceto                  | Brescia   |        | 1.758            | 32,3             | 54,42            | 453                   |
|        | Ponte di Legno        | Brescia   |        | 1.743            | 100,43           | 17,35            | 1260                  |
|        | Vezza d'Oglio         | Brescia   |        | 1.481            | 54,15            | 27,34            | 1080                  |
|        | Berzo Demo            | Brescia   |        | 1.476            | 15,46            | 95,47            | 785                   |
|        | Ossimo                | Brescia   |        | 1.449            | 14,86            | 97,51            | 869                   |
|        | Sellero               | Brescia   |        | 1.366            | 14,47            | 94,4             | 476                   |
|        | Sonico                | Brescia   |        | 1.190            | 60,89            | 19,54            | 650                   |
|        | Temù                  | Brescia   |        | 1.154            | 43,26            | 26,67            | 1144                  |
|        | Cedegolo              | Brescia   |        | 1.109            | 11,08            | 100,09           | 413                   |
|        | Ono San Pietro        | Brescia   |        | 958              | 13,78            | 69,52            | 516                   |
|        | Cevo                  | Brescia   |        | 798              | 35,47            | 22,49            | 1100                  |
|        | Saviore dell'Adamello | Brescia   |        | 784              | 84,27            | 9,3              | 1100                  |
|        | Cerveno               | Brescia   |        | 694              | 21,55            | 32,20            | 500                   |
|        | Braone                | Brescia   |        | 690              | 13,36            | 51,65            | 394                   |
|        | Vione                 | Brescia   |        | 633              | 35,27            | 17,94            | 1250                  |
|        | Losine                | Brescia   |        | 611              | 6,26             | 97,60            | 368                   |
|        | Paspardo              | Brescia   |        | 585              | 11,15            | 52,46            | 1005                  |
|        | Cimbergo              | Brescia   |        | 536              | 24,71            | 21,69            | 850                   |
|        | Monno                 | Brescia   |        | 522              | 31,03            | 16,82            | 1066                  |
|        | Lozio                 | Brescia   |        | 352              | 14,7             | 23,94            | 975                   |
|        | Incudine              | Brescia   |        | 345              | 19,67            | 19,67            | 910                   |
|        | Paisco Loveno         | Brescia   |        | 167              | 35,87            | 4,65             | 853                   |
|        | Totale                | Totale    | Totale | 115.808          | 1383,58          | 83,70            | 604,5                 |

### Evoluzione demografica
Abitanti censiti

## Citazioni
(Agostino Caggioli - Storia di Valcamonica, 1853)

## Economia

### Industria
- Mineraria - L'attività mineraria è stata fondamentale per lo sviluppo della Valcamonica nel corso dei secoli, fino al XX secolo quando, a poco a poco, tutte le miniere presenti sul ricco suolo valligiano sono state chiuse. Nel passato era possibile estrarre:
  - Allume: sui monti di Ceto (Italia), Cerveno, Ono San Pietro e Cevo.
  - Calcare: sui monti Concarena e Pizzo Badile Camuno (vedi: calchere)
  - Ferro: presso Pisogne, Fucine, Pescarzo, Loveno, Malonno, Corteno, Sonico.
  - Marmo: sui monti di Vezza d'Oglio e di Vione.
  - Rame: sui monti tra Cimbergo e Paspardo, e in Val Palot
  - Zolfo: sui monti di Sellero.
  - Ardesia: sui monti di Sonico.
  - Oro: sui monti di Sonico.
- Siderurgica - La ricchezza di ferro fu uno dei principali fattori di sviluppo dei molteplici forni fusori di Gratacasolo, Corna, Malegno, Bienno, Cemmo, Cedegolo, Sonico presso la frazione Rino e Malonno. Le fucine di Bienno assumeranno una particolare importanza, tanto che nel 1600 ve ne erano ben 135. Erano specializzate nella costruzione di utensili domestici (vanghe, zappe, falci, forche, ecc.), ma producevano anche armature, elmi e corsaletti, tutti oggetti indispensabili per gli scontri armati. La Valgrigna assumerà nel corso dei secoli il soprannome di "Valle dei Magli". All'inizio del XIX secolo venne fondata la Carlo Tassara Stabilimenti Siderurgici a Breno e la Società anonima Franchi-Gregorini fondata da Andrea Gregorini da Vezza d'Oglio mise in opera il primo altoforno elettrico d'Italia presso Lovere.
- Tessile - Presente già dalla preistoria, con incisioni rupestri raffiguranti telai, il settore tessile ebbe una grande importanza in Valcamonica. Nel periodo della dominazione veneta crebbe il settore laniero, mentre dopo l'annessione al Regno d'Italia vi fu il boom della seta con la coltura del gelso (già presente nel 1600). Dagli anni settanta del Novecento vi fu la crisi del settore con la liberalizzazione dei mercati, mettendo in gravi difficoltà importanti industrie come Olcese di Boario Terme e di Cogno, la Nuova Manifattura Brenese di Nadro e la Franzoni Filati di Esine e di Cividate Camuno.

### Energia
La produzione idroelettrica costituisce una realtà di primaria importanza nel quadro dell'economia locale, potendo avvalersi delle cospicue risorse idriche presenti nell'area; la prima centralina sorse nel 1888 a Breno, ma dal 1907, con la nascita dell'Elva, si aggiunsero quelle di Niardo, Darfo Boario Terme e Vezza d'Oglio. Sorsero poi le grandi centrali di Temù, Sonico, Isola, Cedegolo, Cividate Camuno, Gratacasolo e Grevo.
Sono stati posti in opera i tre impianti di Edolo, San Fiorano e Cedegolo, ai quali è ascrivibile la produzione di gran parte dell'energia idroelettrica camuna.
Partendo da Cedegolo, e sino a Cividate Camuno, è visibile un canale di convogliamento delle acque torrentizie provenienti dal lato orientale della Valle, costruito anch'esso a fini elettrici nel 1926.

### Turismo

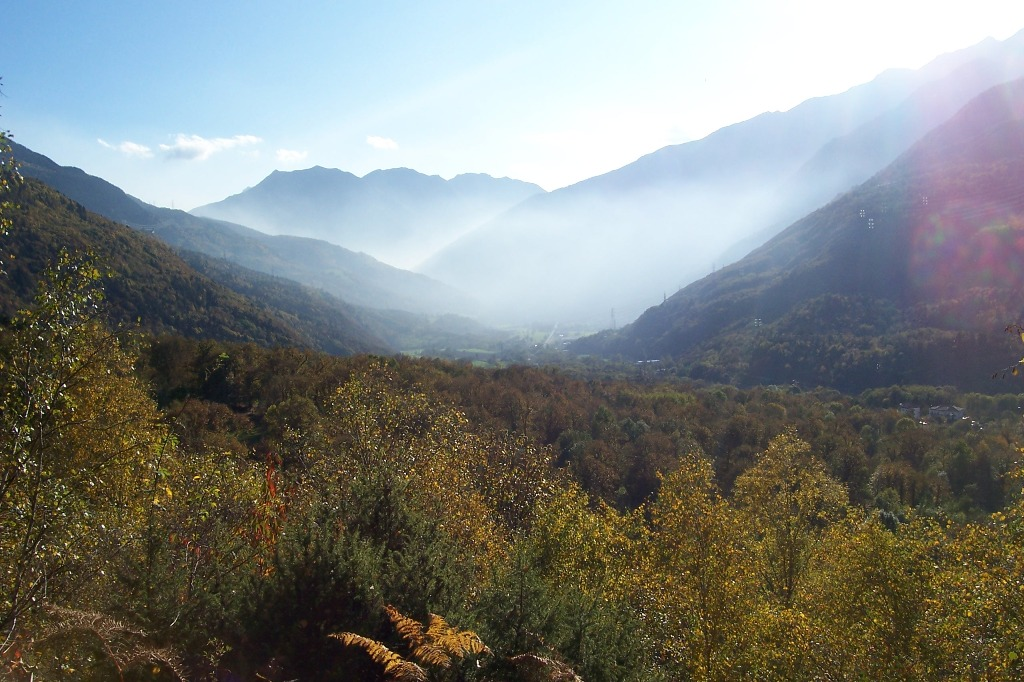
Valle Camonica da Sonico

Pur essendo ancora lontano dal raggiungimento delle effettive potenzialità, il turismo costituisce una delle attività economiche più rilevanti per il territorio camuno.
Durante tutto l'anno turisti e scolaresche visitano i numerosi parchi delle incisioni rupestri della Valle Camonica, attraverso i quali è possibile ammirare una parte del ben più vasto patrimonio d'arte rupestre camuna. La zona di massima concentrazione, a Naquane, è stata dichiarata sito protetto dall'UNESCO nel 1979.
Durante la stagione invernale il turismo si concentra soprattutto nei numerosi comprensori sciistici presenti, in particolare:
- Ponte di Legno
- Temù
- Borno
- Montecampione
- Corteno Golgi - Aprica
- Val Palot

Nei mesi estivi, invece, le maggiori attrattive sono costituite dalle escursioni su:
- Sentieri CAI nel Parco dell'Adamello
- Trincee della Guerra Bianca in Adamello a Vezza d'Oglio, e sulle montagne che tracciano il confine tra la Lombardia e il Trentino-Alto Adige

nonché dalle cure termali e dai centri benessere collegati alle Terme di Boario e a quelle di Angolo Terme.
Sono da segnalare, inoltre, la cittadella romana presso Cividate Camuno e le numerose e preziose chiese romaniche e rinascimentali ampiamente affrescate.
In tutte le stagioni sono frequenti fiere e feste che attirano un gran numero di persone anche dalle località vicine: spiccano in particolare le mostre mercato di Bienno, Pisogne e Pescarzo.

## Trasporti e vie di comunicazione

### Strade
I due principali accessi alla Valle sono rappresentati dalle seguenti direttrici stradali:
- del Tonale e della Mendola: che la collega con Bergamo attraverso la Val Cavallina
- Sebina Orientale: che costeggia la sponda orientale del lago d'Iseo e la collega a Brescia

Le due strade si congiungono all'entrata meridionale della valle, poco a nord di Pisogne.
Vi sono poi diversi accessi attraverso passi montani:
| Valico                | Altitudine | Ubicazione | Collegamento                                                                                    | Infrastruttura                                                                       |
| --------------------- | ---------- | ---------- | ----------------------------------------------------------------------------------------------- | ------------------------------------------------------------------------------------ |
| Passo dell'Aprica     | 1 126 m    | nord-ovest | con la media Valtellina (provincia di Sondrio)                                                  | Strada statale 39 dell'Aprica                                                        |
| Passo del Tonale      | 1 828 m    | nord-est   | con la Val di Sole (provincia di Trento)                                                        | Strada statale 42 del Tonale e della Mendola                                         |
| Passo del Mortirolo   | 1850 m     | nord       | con la media Valtellina (provincia di Sondrio)                                                  | Strada provinciale                                                                   |
| Passo di Gavia        | 2 621 m    | nord       | con la Valfurva, Bormio e l'alta Valtellina (provincia di Sondrio)                              | ex Strada statale 300 del Passo di Gavia                                             |
| Passo di Crocedomini  | 1875 m     | est        | con Valle del Caffaro, tributaria della Valle Sabbia(provincia di Brescia) e con la Val Trompia | ex Strada statale 345 delle Tre Valli ex Strada statale 669 del Passo di Crocedomini |
| Passo della Presolana | 1 293 m    | sud-ovest  | con l'alta Valle Seriana (provincia di Bergamo)                                                 | ex Strada statale 671 della Val Seriana                                              |
| Passo del Vivione     | 1 826 m    | ovest      | con le sue vallate secondarie (la Valle di Scalve e la Val Paisco)                              | ex Strada statale 294 della Valle di Scalve                                          |

Tra tutti, i primi due sono di gran lunga i più importanti, mentre molti dei rimanenti sono aperti soltanto durante la stagione estiva e sono noti soprattutto per ragioni turistiche (ad es. i passi Gavia e Mortirolo sono ormai salite classiche del Giro d'Italia).

### Ferrovie e tranvie
La Valle Camonica è servita dalla linea ferroviaria Brescia-Iseo-Edolo, attiva fino ad Edolo.
Fra il 1901 e il 1917 era inoltre attiva la tranvia Lovere-Cividate Camuno, funzionante a vapore.

### Piste ciclabili
Esiste una pista ciclabile, con partenza a Vello, che risale quasi tutta l'area: superata la bassa Valle raggiunge, nell'ordine, Cividate Camuno, Breno e Losine, per poi proseguire lungo tutta la media fino a Capo di Ponte.
Nel 2012 ne è stata inaugurata una seconda, lunga dodici chilometri, che collega Vezza d'Oglio a Ponte di Legno.

### Porti
I principali porti lacustri sono ubicati sulle sponde del Sebino, presso i comuni di Lovere, Pisogne e Castro.

## Cultura

### Monumenti e luoghi d'interesse
Borghi medievali:

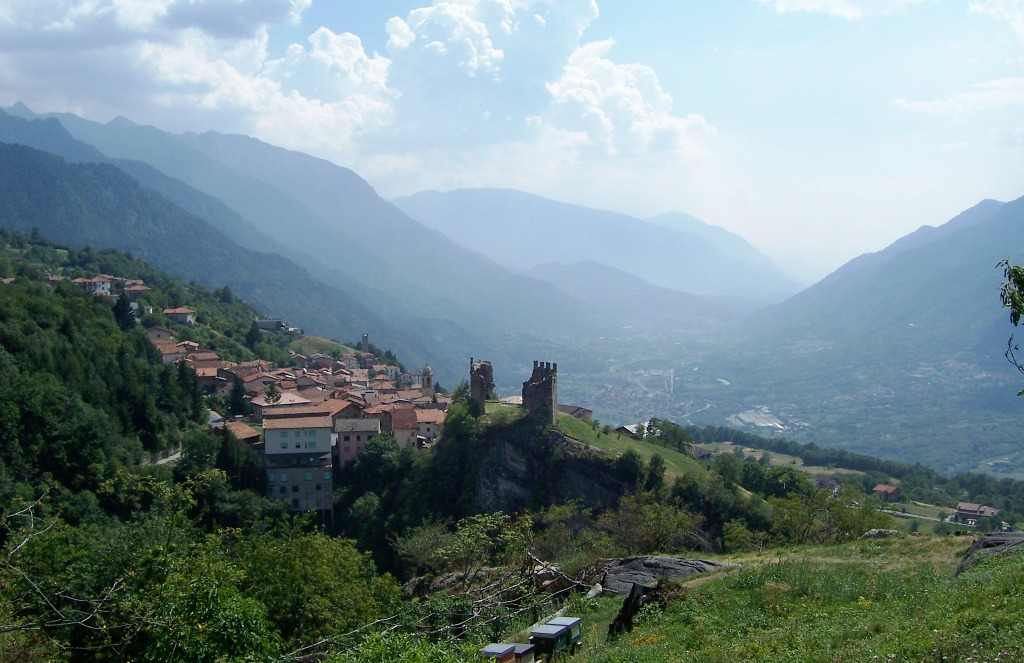
Castello di Cimbergo

Parco del teatro e dell'anfiteatro a Cividate Camuno

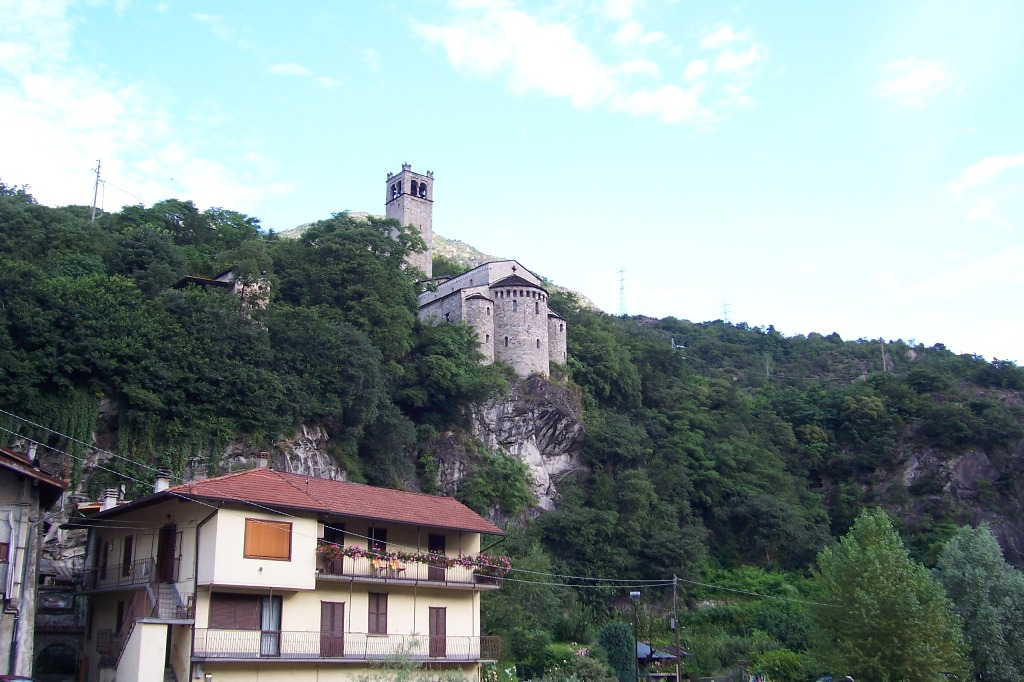
Pieve di San Siro a Cemmo

- Bienno: figura tra i Borghi più belli d'Italia[32]
- Lovere: presente anch'esso nella lista dei Borghi più belli d'Italia[33]
- Pescarzo (Capo di Ponte): piccolo centro dall'architettura tipicamente medievale

Castelli:
- Castello di Breno: il più grande castello della Valle Camonica
- Castello di Gorzone: dimora dei Federici, sorge su un poggio accanto al torrente Dezzo
- Castello di Cimbergo: posizionato sulla valle del Re, domina la media Valle
- Castello di Lozio: la rocca dove si consumò l'eccidio di Lozio
- Castello di Mù: il bastione dei Federici in alta valle, ne restano le fondamenta
- Castello di Artogne: edificato tra il XIII e il XV secolo, ne rimangono una torre e le mura di cinta[34]

Epoca romana:
- Parco del teatro e dell'anfiteatro a Cividate Camuno
- Santuario di Minerva a Breno

Località termali:
- Boario, le cui terme annoverano ben quattro diverse fonti[35]; vi si produce inoltre una nota marca di acqua minerale;
- Angolo Terme, proprio all'imbocco della Val di Scalve;
- Ponte di Legno, attualmente in fase di realizzazione;[36]

Musei e parchi tematici:
- Parco tematico Archeopark, Darfo Boario Terme
- ARIS SpazioMuseion, Darfo Boario Terme[37][38]
- Museo Civico Garibaldino, Vezza d'Oglio
- Museo etnografico del ferro, delle arti e tradizioni popolari, Bienno
- Museo Civico Camuno, Breno
- Museo didattico di arte e vita preistorica di Capo di Ponte
- Museo didattico della riserva, Nadro
- Museo archeologico di Valle Camonica, Cividate Camuno
- Mostra-museo "Camillo Golgi", Corteno Golgi
- Museo etnografico "Ossimo Ieri", Ossimo
- Museo parrocchiale d'arte sacra, Ponte di Legno
- Casa Museo, Cerveno
- Museo etnografico della civiltà contadina "El zùf", Vione
- Museo della Guerra Bianca in Adamello, Temù
- Museo etnografico "El Balaröl", Berzo Inferiore
- Museo "Nostalgia Club", Breno[39]
- Museo etnografico "Gente di Lozio", Lozio[40]

Santuari cattolici:
- Santuario della Madonna delle Nevi (o degli alpini), sacrario dei caduti di tutte le guerre a Boario Terme
- Santuario della Madonna del Monte (Madonnina) di Gianico
- Chiesa delle sante Faustina e Liberata a Capo di Ponte
- Santa Maria della neve a Pisogne
- Chiesa di Sant'Antonio a Breno
- Chiesa di Santo Stefano Protomartire a Rogno
- Chiesa di Santa Maria Annunciata a Bienno
- Santuario del Cristo Re a Bienno
- Santa Maria Assunta a Esine
- Monastero di San Salvatore a Capo di Ponte
- Oratorio dei Disciplini a Montecchio
- Pieve di San Siro a Cemmo
- Santuario della Via Crucis a Cerveno
- Santuario della Madonna Pellegrina e del Beato Innocenzo da Berzo a Berzo Inferiore

### Patrimoni dell'umanità UNESCO
Incisioni rupestri, sito UNESCO n 94:
- Parco nazionale delle incisioni rupestri di Naquane a Capo di Ponte
- Parco archeologico nazionale dei Massi di Cemmo
- Parco archeologico comunale di Seradina-Bedolina a Capo di Ponte
- Parco archeologico di Asinino-Anvòia ad Ossimo
- Parco archeologico comunale di Luine a Darfo Boario Terme
- Parco archeologico comunale di Sellero
- Parco archeologico comunale di Sonico
- Riserva naturale Incisioni rupestri di Ceto, Cimbergo e Paspardo

La “Valle Camonica e Alto Sebino” è stata proclamata Riserva di Biosfera MAB UNESCO nel corso della trentesima sessione del Mab-Icc (il Consiglio del Programma internazionale uomo e biosfera dell’Unesco), svoltosi a luglio 2018 a Palembang, in Indonesia. Il territorio della Riserva di Biosfera comprende 40 Comuni camuni e 5 lacustri.

### Enogastronomia
- Gastronomia:

| Primi piatti                                   | Secondi piatti                                            | Dolci | Formaggi                 | Insaccati |
| ---------------------------------------------- | --------------------------------------------------------- | --- | ------------------------ | --------- |
| Casoncelli                                     | Capù (ripieno avvolto in foglie di verza o di erbe coste) | Mundìne (caldarroste, castagne cotte in una pentola forata) | Mascherpa (ricotta)      | Luganega  |
| Gnòc dè schelt (gnocchi di farina di castagne) | Cuz (carne di pecora cotta nel suo grasso)                | Spongada (focaccia zuccherata) | Casatta di Corteno Golgi | Strinù    |
| Gnòc dè la cua (gnocchi di erbe)               |                                                           | Tùrta dè hànc (Torta di sangue di maiale fatta con: sangue di maiale, latte intero, burro, porro, pane grattugiato, formaggio grattugiato, noce moscata e un pugno di ciccioli) | Casolet                  |           |
| Torta di rane                                  |                                                           | Torta secca (dolce tipico di Villa Dalegno, fatto di mandorle, farina, burro, zucchero e uova)                                                                                  | Rosa Camuna              |           |

- Vini e Viticoltura:

La coltivazione vitivinicola camuna occupa circa 150 ettari ed è una delle realtà emergenti più interessanti nel panorama vitivinicolo italiano. È caratterizzata da un'estensione nord-sud di 40 km con una diversità microclimatica suddivisibile in tre aree vinicole:
- la zona della bassa Vallecamonica con i caratteristici terrazzamenti dal comune di Piancogno e Darfo Boario Terme
- la zona della media valle nei comuni Bienno, Berzo Inferiore, Esine, Cividate
- la zona della medio/alta Vallecamonica che si estende da Breno a Sellero
I vitigni attualmente più diffusi in Vallecamonica sono Marzemino e Merlot per i vigneti a bacca rossa. Questi vengono coltivati con una certa omogeneità lungo tutta l'estensione valligiana dando vita ad uve e vini dall'impronta tipicamente camuna. In ogni vino e zona vinicola camuna si ritrovano caratterizzazioni proprie a seconda dell'area microclimatica specifica in cui avviene la loro coltivazione. Vi sono inoltre, seppur in misura minore, vitigni autoctoni come l'Erbanno (dopo Marzemino e Merlot, il più diffuso) e altri vitigni come il Barbera, il Rebo e il Nebbiolo. I vitigni a bacca bianca sono principalmente il Muller, l'Incrocio Manzoni e il Riesling Renano. Il primo lo si trova lungo i terrazzamenti della medio/bassa valle. Il Manzoni lo troviamo nella medio/alta valle e nella zona del Lago Moro. Il Riesling Renano è invece tipico della medio/alta valle dove il clima è più rigido. Anche la bacca bianca camuna presenta forti specifiche microclimatiche a seconda della locazione dei vigneti. Linea comune della "bacca bianca camuna" è la spiccata freschezza e aromaticità, frutto di climi sostanzialmente freddi dal marcato sbalzo termico.
Il 2 ottobre 2003 è stata riconosciuta alla Valcamonica l'Indicazione Geografica Tipica dei vini, con approvazione del relativo disciplinare di produzione. Nello stesso anno è nato il consorzio di tutela dei vini IGT di Valcamonica di cui attualmente fanno parte 9 aziende. Ad esse vanno aggiunte altrettante aziende vitivinicole non consorziate per un totale di 18 realtà operanti sul territorio camuno.
Il vino è molto radicato nella storia della Valle Camonica. Nel 1970 (anno che rappresenta l'inizio del temporaneo abbandono della viticoltura in Vallecamonica prima del recupero a partire dagli anni 90) la superficie vitata copriva 943 ettari del territorio camuno. Le superfici più importanti si trovavano a Capo di ponte (101 ha), Ono San Pietro (54 ha), Cerveno (61 ha), Losine (73 ha), Bienno (112 ha), Esine (77 ha), e lungo i terrazzamenti (ruc in dialetto camuno) di Piancogno (34 ha) e Darfo (77 ha). Le produzioni attuali si trovano principalmente nei comuni di Sellero, Capo di ponte, Ono San Pietro, Ceto, Cerveno e Losine per la medio/alta valle e nei comuni di Cividate, Piancogno e Darfo per la medio/bassa Vallecamonica.

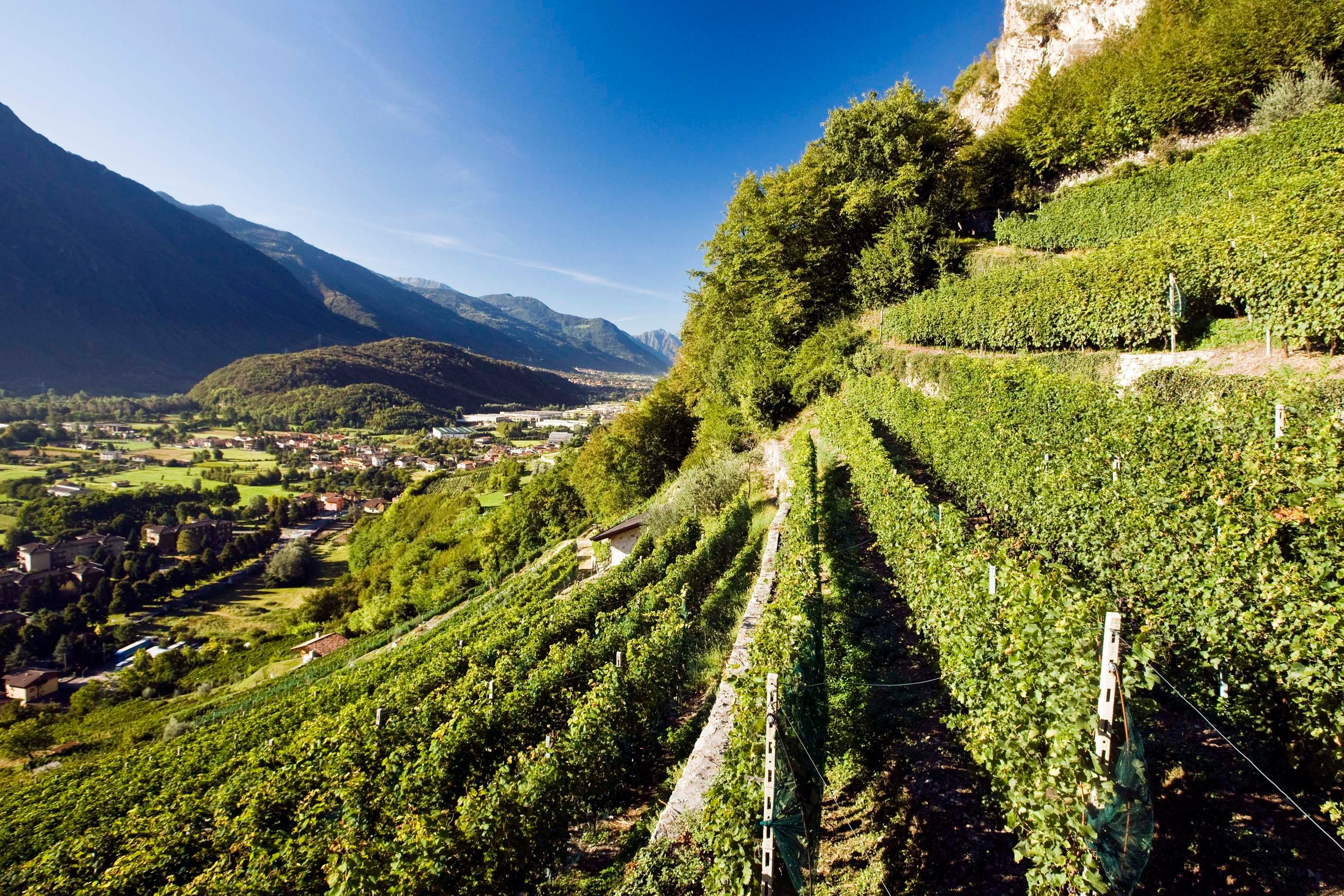
Terrazzamenti di Piancogno - Cultivar Delle Volte - Foto Fenocolo

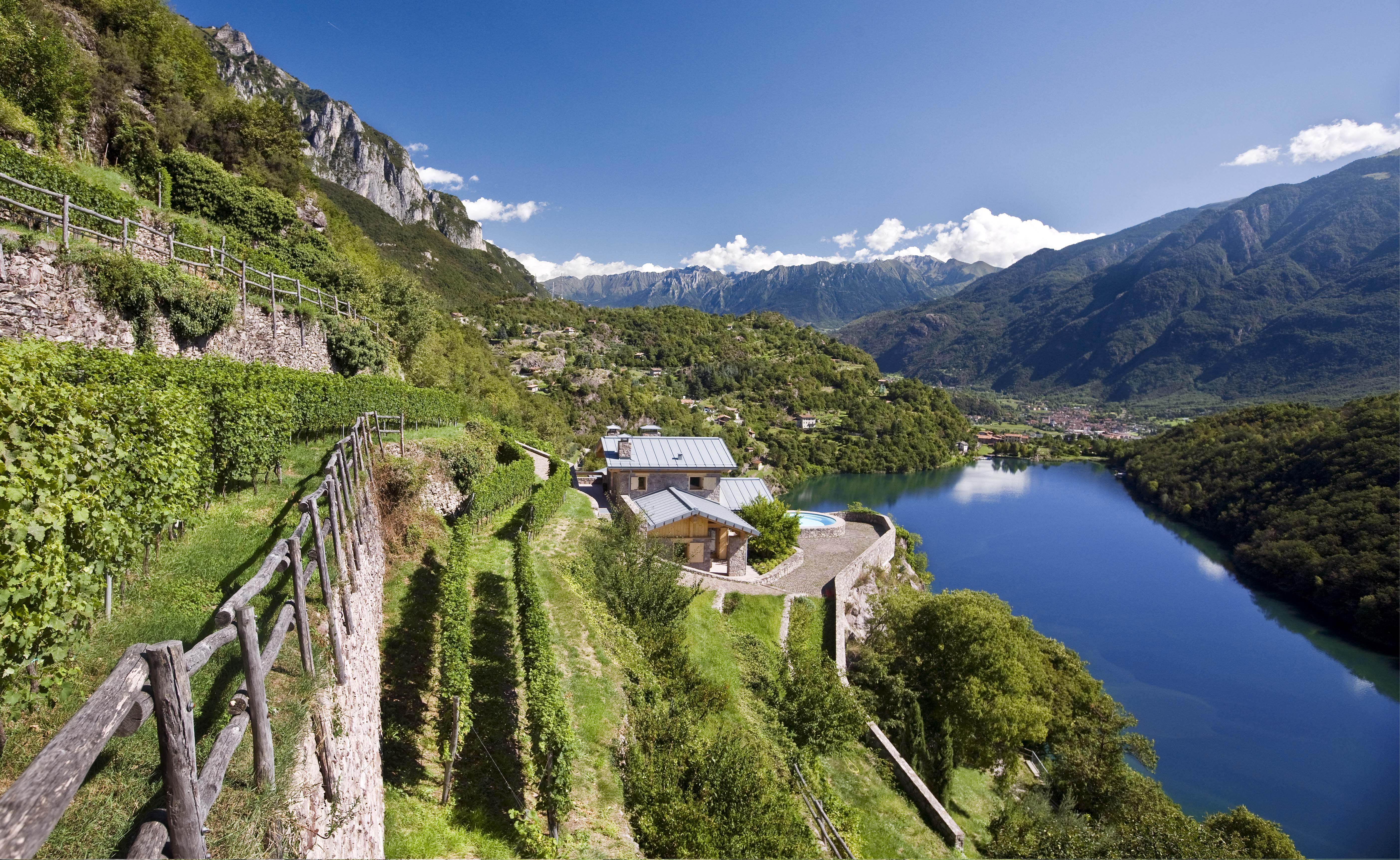
I terrazzamenti del lago Moro - Vigneti in località scraleca

Qualche esempio di terrazzamenti, seppur reimpiantati con le nuove tecnologie di produzione (guyot), sono visibili sul versante orografico esposto a est della media Valle Camonica, all'altezza di Piamborno (frazione principale del comune di Piancogno) lungo la strada comunale delle Volte da cui prendono il nome i vini dell'azienda che qui li produce. Cultivar delle Volte. Li ritroviamo inoltre nel parco naturalistico del lago Moro grazie al recupero e alla valorizzazione degli antichi terrazzamenti seicenteschi ad opera dell'azienda agricola Scraleca che li produce il vino Griso e olio extra vergine di oliva.
Percorrendo la media Valle Camonica è l'intero versante occidentale a presentare un marcato risveglio dell'attività vitivinicola. Nella media valle i comuni di Cividate, Losine, Ceto e Cerveno hanno visto, negli ultimi 20/25 anni, un'intensa attività di reimpianto e valorizzazione territoriale e "viti-culturale" ad opera di realtà come la Cooperativa Rocche dei Vignali, Agricola Vallecamonica e Cantina Monchieri. Lo stesso vale per la medio/alta Vallecamonica, nei comuni di Ceto, Ono San Pietro, Capodiponte e Sellero dove operano realtà come la Cantina Flonno, Le terrazze, Cascina Casola e l'Azienda Agricola Concarena.
Tra le bottiglie di vino Valcamonica Rosso IGT più diffuse troviamo: la Cultivar Delle Volte Valcamonica Rosso IGT da un uvaggio di Merlot, Marzemino e Barbera, la Cultivar delle Volte Valcamonica Rosso IGT Collezione Fenocolo da un uvaggio di Merlot, Marzemino e Cabernet, la Cultivar delle Volte Merlot IGT da uve di Merlot al 100%, il Camunnorum costituito da un uvaggio di Merlot al 60%, Marzemino al 30 % e cabertnet al 10% e il Baldamì (nome dialettale del Marzemino) è prodotto in prevalenza con uve Marzemino e in quantità minore Merlot, Barbera e Incrocio Terzi. Vini camuni a uvaggio Merlot e/o Marzemino sono invece il Barabant Rosso IGT, il Grandimani Rosso IGT, il Rosso Donna IGT, il Quinto Rosso IGT, il terre alte valcamonica Rosso IGT e il Ciass Negher Rosso IGT.
Tra le bottiglie di vino bianco IGT più diffuse troviamo la Cultivar Delle Volte Bianco IGT, da un uvaggio di muller e Chardonnay, che si trova anche in quantità limita nella versione spumante ottenuta con metodo classico. A uvaggio incrocio manzoni troviamo il Coppelle Bianco IGT, il Bianco dell'annunciata IGT, il Griso Bianco IGT, il Terre Alte Bianco IGT e il Cascina Casola Pare Bianco IGT. Ad uvaggio di Riesling Renano troviamo invece il Bianco delle colture IGT, il Flonno Granditodi Bianco IGT e il Concarena Videt Bianco IGT.
- Formaggi:

I formaggi camuni più rinomati sono il Silter (il quale ha ottenuto la DOP), il Fatulì e la Rosa Camuna.

### La lingua camuna
In un lontano passato, in Val Camonica, si parlava un'antica lingua camuna.
Il mezzo di comunicazione più utilizzato è la lingua italiana, a dispetto dei numerosi dialetti camuni che, seppur ampiamente parlati e compresi sono sempre più utilizzati solamente in ambito familiare.

### Folklore

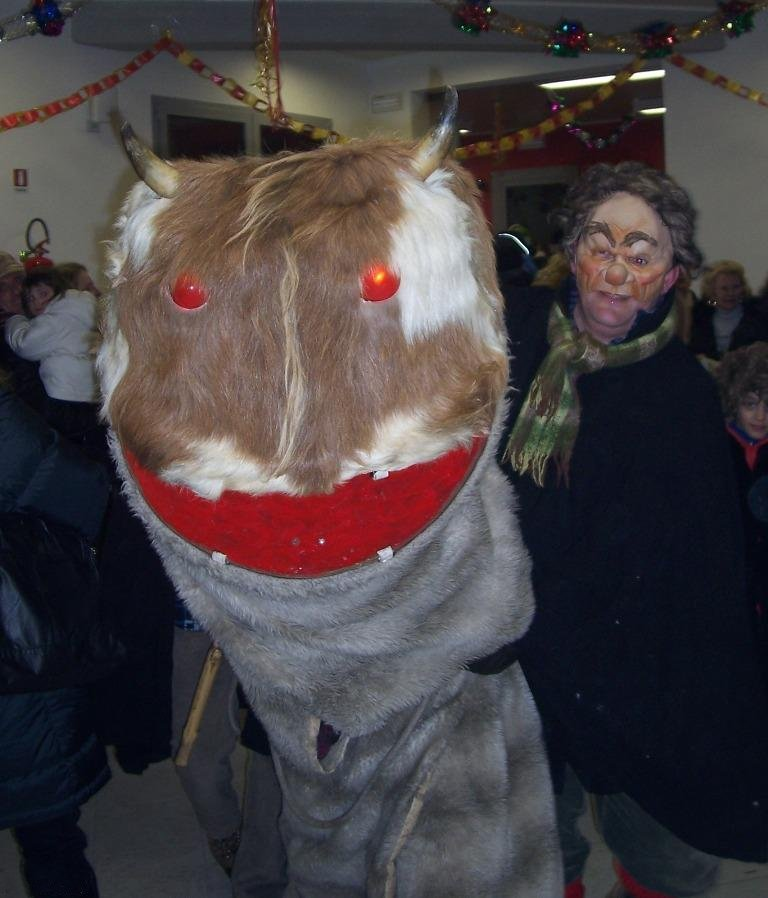
Il Badalisc

Quel poco che rimane di quegli antichi culti è oggetto di studio attraverso i racconti popolari (le bóte) che si sono trasmesse oralmente nel corso dei secoli.
Questi racconti parlano di esseri immaginari, sovrannaturali, demonizzati, che secondo alcuni studiosi potrebbero rappresentare miti risalenti all'epoca pre-cristiana.
Alcuni di questi personaggi sono:
- Barbaluf
- Badalisc
- Bís = Una specie di serpente magico con una cresta che soffia. Quando lo si vede fa stare male.
- Caccia-morta
- Cunfinàcc = Confinati
- Diaol = Diavolo
- Dùna del Zóc = Donna del gioco
- Fulécc = Folletti
- Pagà = Pagani
- Pé de cavra = "Piedi di capra", erano di due tipi: gli "ila" (che entravano nelle case, dove le donne filavano) e i "ballo" (ballavano all'esterno del paese)
- Stría e Striù = Strega e Stregone (vedi Streghe di Valle Camonica)
- Cavrabezòl = (Uccello Upupa) personaggio mitologico per spaventare i bambini

Si può notare una macro-divisione tra i soggetti che agiscono in luoghi abitati e all'esterno.
Nella tradizione orale camuna permane ancora la convinzione che a seguito del concilio tridentino non si senta più parlare di streghe.
A ciò si aggiunge il rogo del fantoccio, che è stato praticato da alcune comunità fino a pochi anni fa; Esso era chiamato la égia (la vecchia) e rappresentava l'inverno, ed era rimasuglio di un'usanza pagana.

## Sport

### Calcio
La Val Camonica ha numerose squadre di calcio, che vanno dall'Eccellenza fino alla Terza Categoria; sono molto numerose anche quelle partecipanti ai campionati del CSI. Le più importanti squadre affiliate alla FIGC e ancora in attività sono:
1. U.S. Darfo Boario (Eccellenza): ha partecipato a sedici stagioni di Serie D alternando campionati vicini alla promozione in Serie C2 a stagioni in cui è retrocessa in Eccellenza; è retrocessa al termine della stagione 2013-2014. Gioca le sue partite al "Comunale" di Darfo Boario Terme.
2. A.C. Vallecamonica (Eccellenza): nata dalle ceneri dell'Ortofrutticola (a sua volta nata dalla fusione di due squadre: Virtus Cogno e U.S. Piamborno) è attualmente la seconda squadra camuna. Ha la sede a Pianborno. Gioca le sue partite al "Comunale" di Piancogno.
3. U.S. Sellero Novelle (Promozione): retrocessa in Seconda Categoria nel 2012, è tornata in Promozione grazie alla fusione con il Chiari.[43]
4. U.S.D. Sebinia (Promozione): nata dalle ceneri della Sebinia Lovere prima e della Sebinia Pianico poi è, a livello di storia, la più importante società camuna, poiché ha militato per due anni in Serie C. Gioca le sue partite al "Comunale" di Lovere.
5. F.C. Pian Camuno (Prima Categoria): nata sul finire degli anni ottanta è riuscita a conquistare la promozione in Prima Categoria, di cui raggiunge i play-off nel campionato 2007-2008. Essendo giovane non gode di particolari rivalità. Gioca le sue partite al "S. Giulia" di Pian Camuno.
6. San Giovanni Bosco Bienno (Prima Categoria).
7. U.S. Unica (Prima Categoria).

Ci sono in Terza Categoria:
1. U.S. Vezza d'Oglio;
2. A.C. Camunia (Edolo. Nata dalla fusione di due società sportive: U.S. Edolese e U.S. Malonno).
3. Breno Futura (ha disputato due anni la Serie D e vinto in una stagione campionato e Coppa Italia Dilettanti ottenendo il trofeo a Matera. Gioca le sue partite al Franco e Giuseppe Tassara.[44]
4. Cividate Camuno

Nel calcio femminile si distingue l'U.S.D. Unica femminile, che milita nei campionati regionali.

### Pallacanestro
La squadra più importante a livello cestistico è la Vivigas Costa Volpino,(Bergamo) militante in Divisione Nazionale B (promozione conquistata in Serie B Dilettanti nella stagione 2010-2011).
Da non dimenticare l'Iseo Serrature Pisogne, dell'omonimo paese, che milita nel campionato nazionale di Divisione Nazionale C e ha raggiunto i play-off nel 2006-2007 e nel 2010-2011 (perdendo con Cremona la possibilità di disputare la finale-derby proprio con la Vivigas).

### Sci
Sono camune le campionesse di sci alpino Nadia Fanchini e Elena Fanchini. Occhi Carla, di Vezza d'Oglio è arrivata ad essere inclusa nella squadra nazionale B di sci di Fondo e ha partecipato ai Campionati Mondiali Juniores 2003 e alla Universiade invernale 2005.

### Pallavolo
La società pallavolistica più importante è la Foppapedretti Vallecamonica Bergamo (seconda squadra della Foppapedretti Bergamo), che ha militato nella stagione 2012-2013 in Serie B1 femminile e gioca le sue partite nel palazzetto dello sport di Piamborno. Al termine della stagione è però retrocessa in serie B2. In questo campionato milita anche la A.S. New Volley 2000 Iseo Serrature, società di Pisogne.
A livello maschile la società Pallavolo Vallecamonica-Sebino milita in serie B2 e gioca le sue partite casalinghe al PalaCBL di Costa Volpino.

### Rugby
Le società di rugby presenti sul territorio sono: il Rugby Valle Camonica e la 2HScorpions.
Il Rugby Valle Camonica nasce a Bienno nel 2004 e si trasferisce poi a Rogno nel 2011.
La struttura in cui opera conta di 3 campi: 1 omologato in erba con tribuna coperta, 1 omologato in terra e uno di dimensioni ridotte rivolto agli allenamenti dei reparti. Nel 2022 l'Asd ha realizzato a proprie spese la club house, uno spazio polifunzionale dotato di cucina e con accesso diretto e vista sul campo principale.
Schiera in campo una formazione seniores che milita nel campionato regionale di Serie C girone Lombardia ed è inoltre impegnata nelle categorie under 17 e under 15. Alcuni giocatori del club, che sono stati ceduti in prestito, si sono laureati campioni d'Italia ed hanno vestito la maglia azzurra.
La 2H Scorpions Sharks si occupa del settore propaganda nelle categorie under 5, under 7, under 9, under 11 e under 13. Anch'essa svolge la sua attività sui medesimi campi di Rogno.

## Politica
La Valle Camonica è storicamente divisa tra la provincia di Bergamo e la provincia di Brescia. Circa l'88% del territorio e l'84% della popolazione ricadono sotto l'amministrazione della seconda, di cui la Valle rappresenta ben il 27% del territorio.
Il comune più esteso è Ponte di Legno, con i suoi 100 km². Il più piccolo è invece quello di Cividate Camuno, con un'area di soli 3 km².
Dalla fine degli anni novanta è stata avanzata l'ipotesi di istituire una provincia di Valle Camonica con capoluogo Darfo Boario Terme o Breno: nelle intenzioni dei promotori, essa avrebbe dovuto raggruppare tutti i comuni della Valle, con l'aggiunta dell'alto Sebino, della Val di Scalve e di parte della Val Borlezza.
Diversi movimenti reclamano la sovranitá del popolo camuno e ne chiedono la secessione dall'Italia.

### Bandiera e stemma
La prima attestazione di un vessillo della Valle Camonica risale al 1402, secondo quando riporta lo scritto di Pietro da Castelletto Ordo funeris Johannis Galeatii Vicecomitis ducis Mediolani: egli infatti lo cita in seconda posizione nel corteo funebre di Gian Galeazzo Visconti.
Descrizione araldica dello stemma:
D'azzurro, al cervo d'argento, accasciato sopra un ristretto erboso sovrastato da un'aquila al naturale con le ali spiegate e afferrante con gli artigli il cervo.

### Unione di comuni
In Valle Camonica esistono le seguenti unioni di comuni:
| Nome                                                                | Sede            | Superficie | Abitanti | Costituzione |
| ------------------------------------------------------------------- | --------------- | ---------- | -------- | ------------ |
| Unione Comuni di Cimbergo e Paspardo                                | Paspardo        | 35,86 km²  | 1.115    | 1998         |
| Unione Comuni della Valsaviore                                      | Cedegolo        | 160,75 km² | 5.594    | 1999         |
| Unione Comuni dell'Alta Valle Camonica                              | Ponte di Legno  | 283,81 km² | 5.806    | 2000         |
| Unione dei comuni della Media Valle Camonica - Civiltà delle pietre | Capo di Ponte   | 59,70 km²  | 4.558    | 2010         |
| Unione Comuni delle Alpi Orobie Bresciane                           | Edolo           | 299,73 km² | 10.615   | 2010         |
| Unione Comuni della Bassa Valle Camonica                            | Pian Camuno     | 45,48 km²  | 10.469   | 2010         |
| Unione dei Comuni degli Antichi Borghi di Vallecamonica             | Cividate Camuno | 107,85 km² | 15.471   | 2011         |

### Comunità montane
Esiste una grande Comunità montana di Valle Camonica che amministra gran parte del territorio ed è la più grande comunità montana d'Italia. Sino alla riforma del 2009, con i suoi è composta da 123 membri, provenienti da 41 comuni della provincia di Brescia, è stata la più grande assemblea istituzionale italiana eletta dopo la Camera dei deputati ed il Senato della Repubblica. Nel 2009, con il riordino delle comunità montane da parte della Regione Lombardia, ha visto la propria assemblea ridotta a 41 unità, corrispondenti ai 41 comuni. Nel 2016, con la fusione per annessione del comune di Prestine nel comune di Bienno, è composta da 40 comuni.
Presso il Lago d'Iseo vi è invece la Comunità montana dei Laghi Bergamaschi (ex Comunità montana Alto Sebino), che comprende i comuni della provincia di Bergamo: Lovere, Costa Volpino e Rogno.
Il comune di Pisogne fa invece parte di una terza comunità montana: la Comunità montana del Sebino.

## Sanità
La sanità in Valle Camonica, sino alla riforma lombarda della sanità del 2016, è stata gestita dalla ASL Vallecamonica - Sebino, che aveva sede a Breno.
Le sedi principali sono:
| Breno | Edolo | Esine | Malegno | Darfo |
| --- | --- | --- | --- | --- |
| Via Nissolina, 2 TEL. 0364/329.1 - Direzione: - Direttore generale - Dr. Renato Pedrini - Direttore sanitario - dottoressa Romana Coccaglio - Direttore amministrativo - Dr. Vigilio Rota - Direttore sociale - dottoressa Anna Calvi - Dipartimento amministrativo - Distretto socio sanitario - Dipartimento di prevenzione veterinario - Distretto veterinario - Dipartimento di prevenzione medico - Dipartimento Assi - Dipartimento cure primarie - Settore di medicina specialistica - U.R.P. - Ufficio Relazioni con il Pubblico | P.zza Donatori di Sangue, 1 Tel. 0364/772.1 - Ospedale e Servizi di Medicina Specialistica e distrettuali | Via Manzoni, 142 Tel. 0364/369.1 - Ospedale e Servizi di Medicina Specialistica e distrettuali - Dipartimento di igiene mentale: SPDC | Via Lanico Tel. 0364/347.504 - 347.501 - Dipartimento di salute mentale - Comunità riabilitativa ad alta assistenza(CRA) - Centro psicosociale (CPS) | Via Quarteroni, 10/A Tel. 0364/540.319 - 540.340 - 540.331 - Laboratori di sanità pubblica - U.O. Impiantistica - Prevenzione sicurezza ambienti lavoro (PSAL) - Servizio dipendenze (Ser.D.) - Centro di assistenza limitata di dialisi (CAL) - Servizi di medicina specialistica distrettuali. |

Dal 1º gennaio 2016 il territorio della Valle Camonica è gestito dall'ATS della Montagna (Agenzia di Tutela della Salute), nuova agenzia del sistema sanitario lombardo con funzioni di pianificazione e prevenzione dei servizi sanitari. In particolare sul territorio camuno vi è l'ASST Valcamonica (Aziende socio sanitarie territoriali).
La Valle Camonica vanta un triste primato: il territorio sotto il controllo dell'ASST Valcamonica presenta il maggior numero di giorni persi per decessi dovuti a cause di mortalità evitabile maschile in Italia, in particolar modo tumori.

## Galleria d'immagini

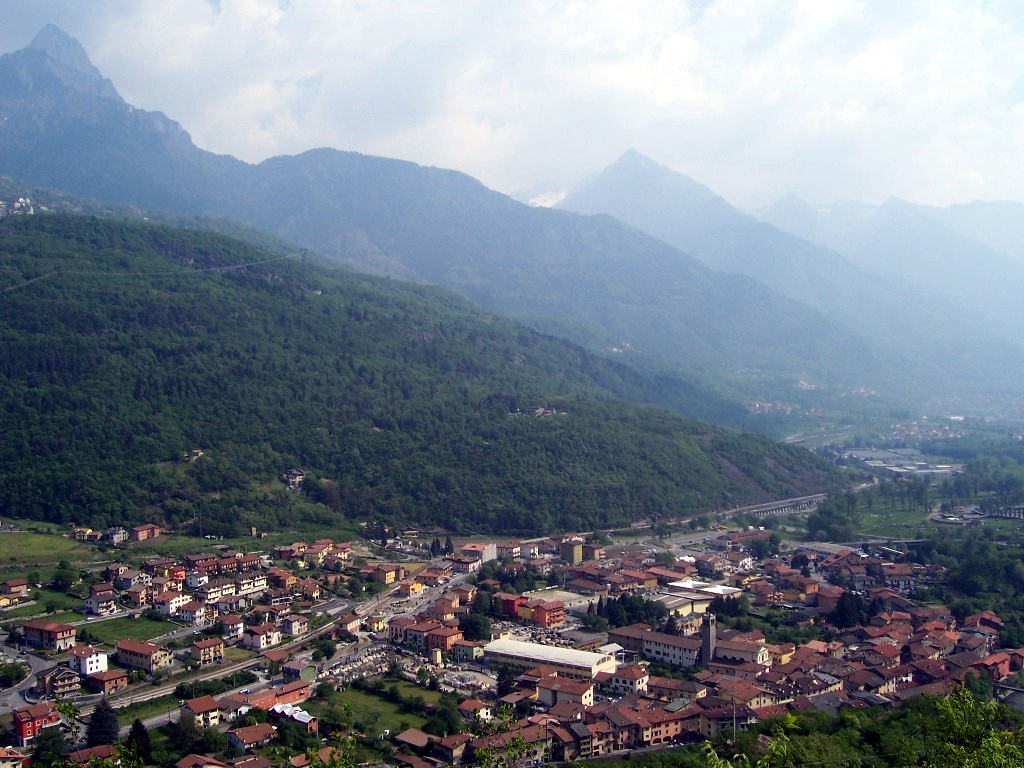
Capo di Ponte
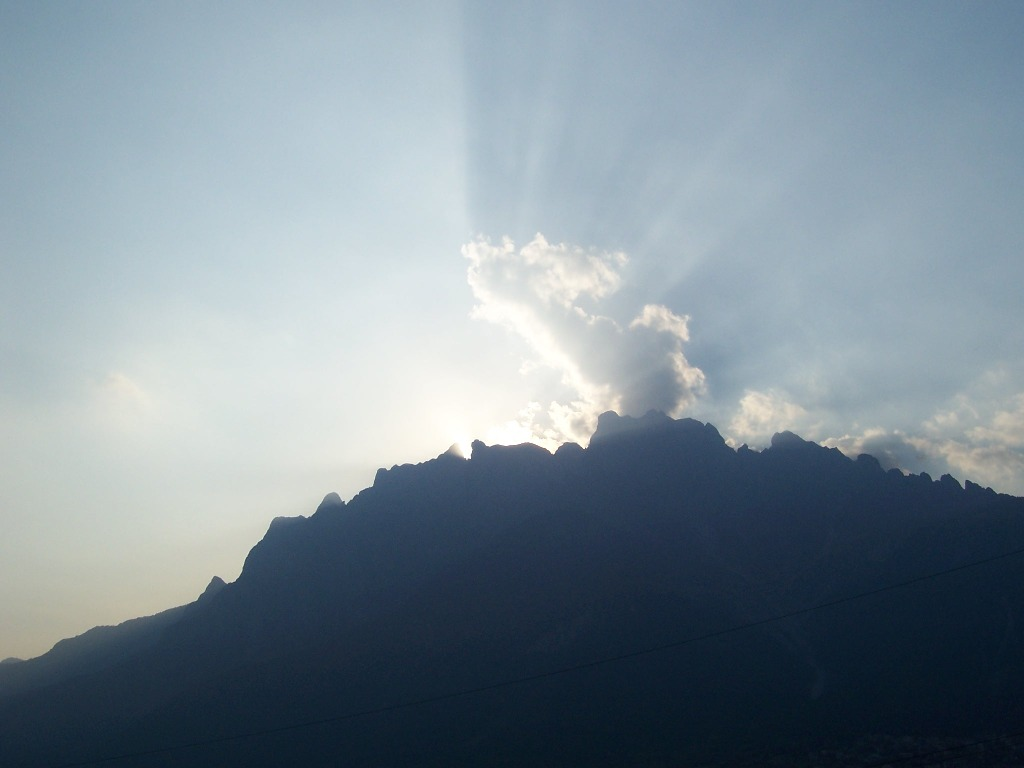
Concarena
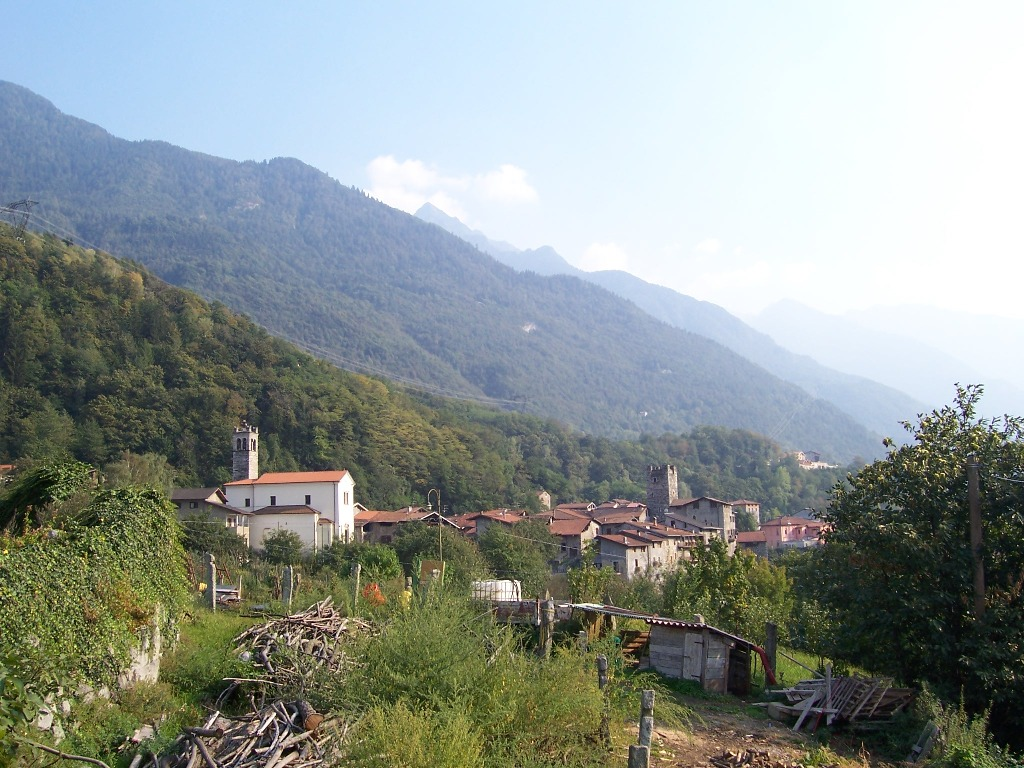
Nadro
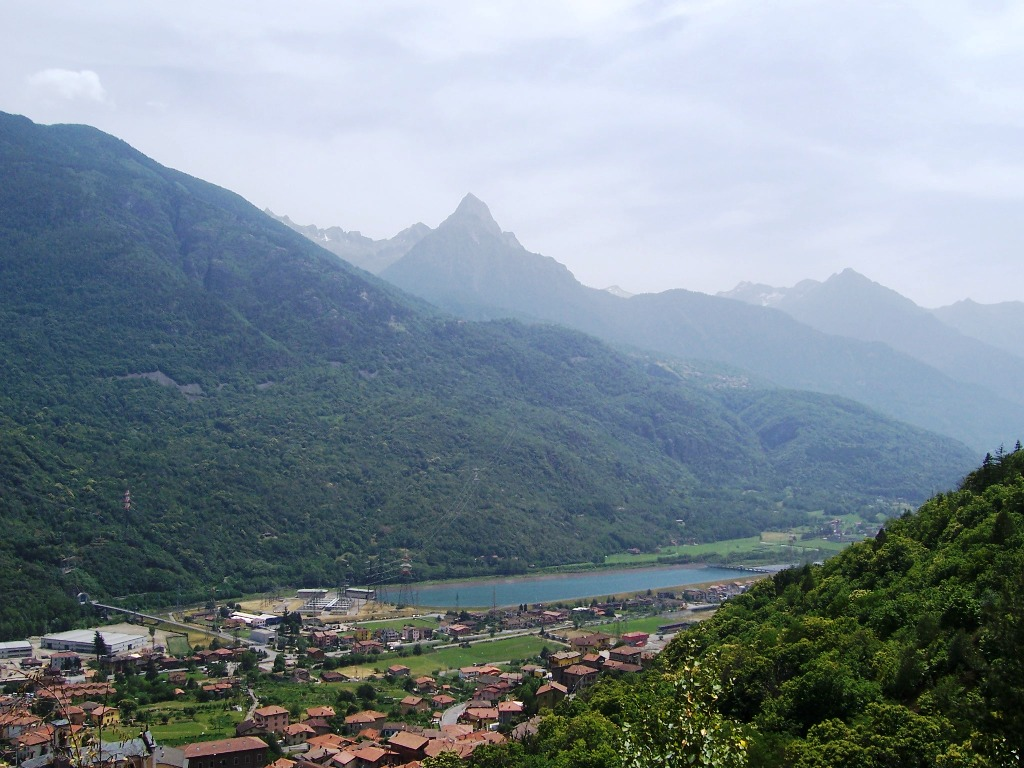
Scianica di Sellero
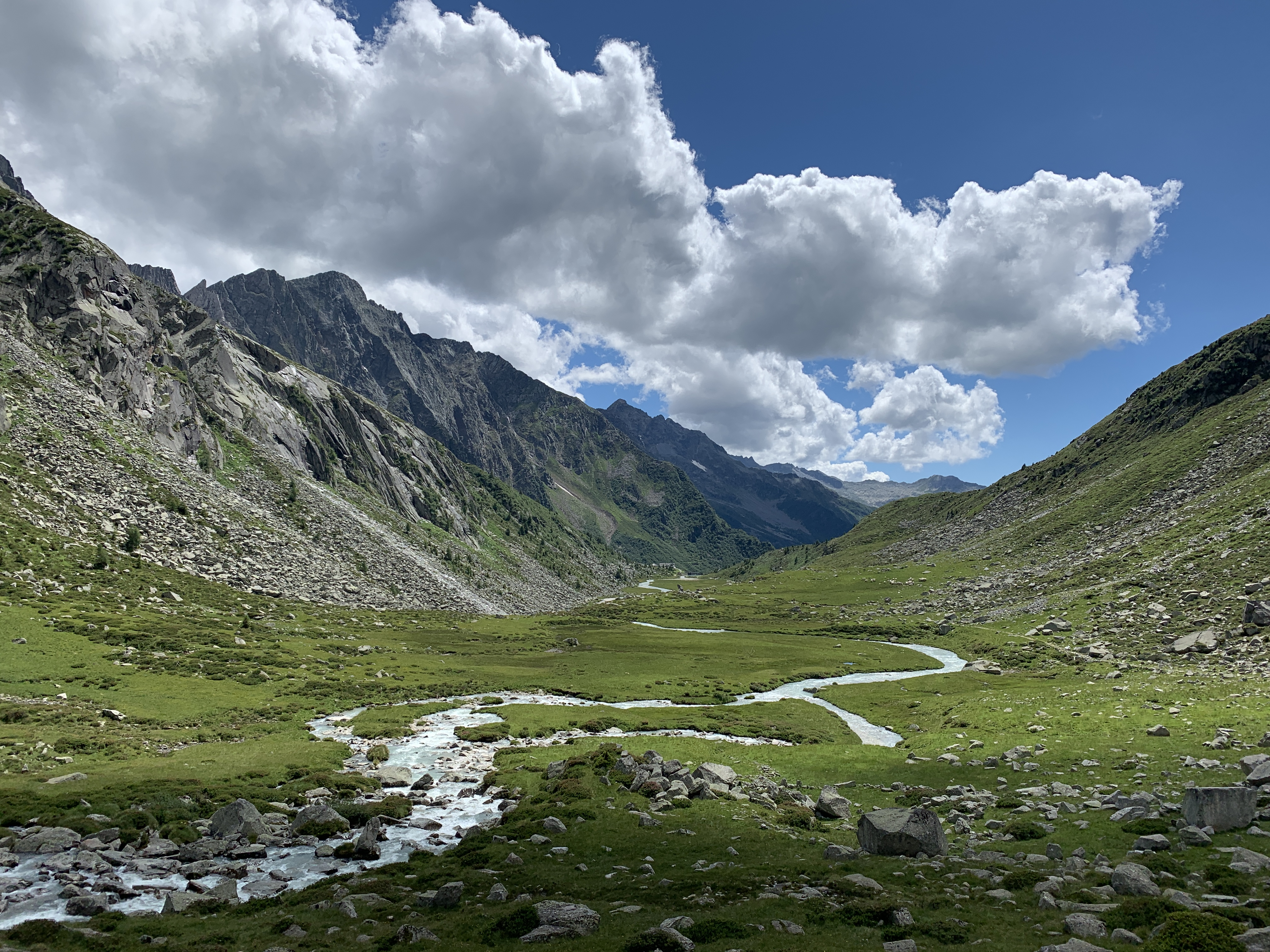
Valle Adamé
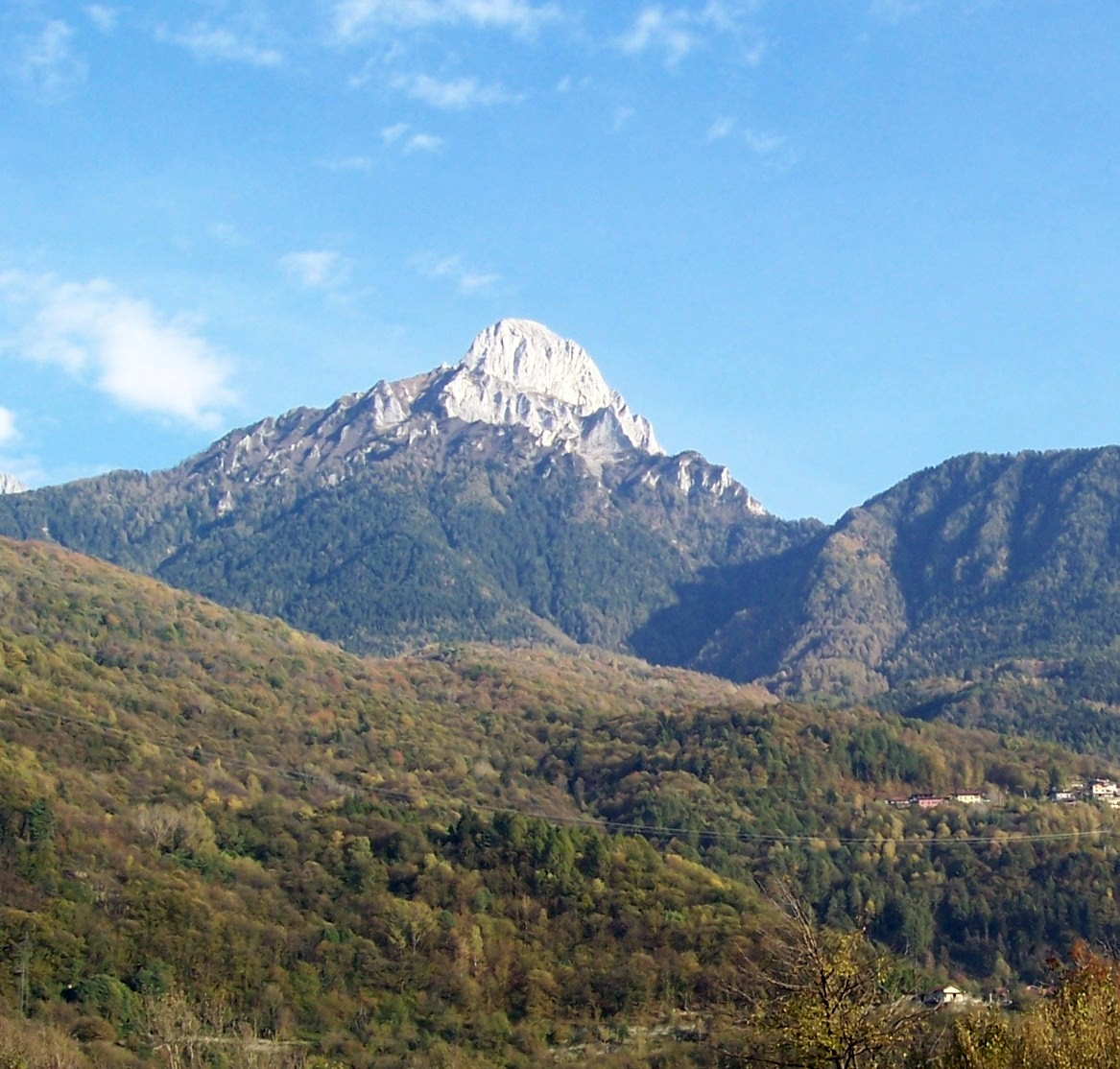
Pizzo Badile Camuno
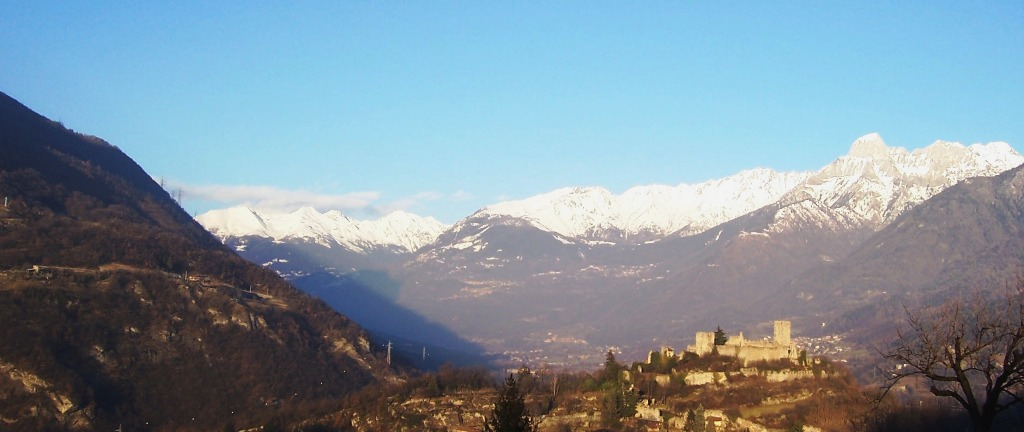
Valle Camonica da Breno verso nord
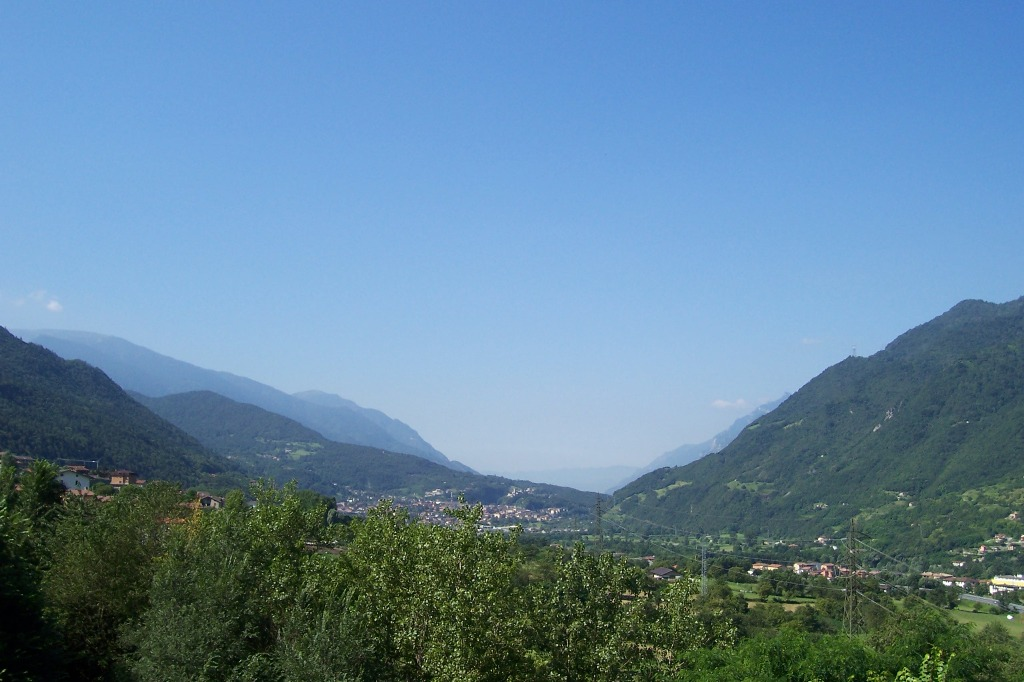
Valle Camonica da Braone verso sud